# Lophiocarpus polystachyus
Lophiocarpus polystachyus är en tvåhjärtbladig växtart som beskrevs av Porphir Kiril Nicolai Stepanowitsch Turczaninow. Lophiocarpus polystachyus ingår i släktet Lophiocarpus och familjen Lophiocarpaceae. Inga underarter finns listade i Catalogue of Life.